# Équipe d'Italie de futsal FIFA
Pour la sélection affiliée à l'Association mondiale de futsal, voir Équipe d'Italie de futsal AMF.
Maillots
L'équipe d'Italie de futsal est une sélection qui réunit les meilleurs joueurs italiens dans cette discipline.

## Palmarès

### Titres et trophées
- Coupe du monde FIFA
  - Finaliste : 2004
  - Troisième : 2008 et 2012

- Championnat d'Europe UEFA (2)
  - Vainqueur : 2003 et 2014
  - Finaliste : 2007
  - Troisième : 1999, 2005 et 2012

### Parcours dans les compétitions

#### Coupe du monde FIFA
| Année | Résultat           | J             | V             | N             | D             | BP            | BC            |
| ----- | ------------------ | ------------- | ------------- | ------------- | ------------- | ------------- | ------------- |
| 1989  | 2e tour            | 6             | 3             | 0             | 3             | 17            | 16            |
| 1992  | 1er tour           | 3             | 1             | 0             | 2             | 15            | 16            |
| 1996  | 2e tour            | 6             | 3             | 1             | 2             | 21            | 13            |
| 2000  | Non qualifiée      | Non qualifiée | Non qualifiée | Non qualifiée | Non qualifiée | Non qualifiée | Non qualifiée |
| 2004  | Finaliste          | 8             | 6             | 1             | 1             | 29            | 13            |
| 2008  | 3e Place           | 9             | 5             | 1             | 3             | 25            | 18            |
| 2012  | 3e Place           | 7             | 6             | 0             | 1             | 32            | 13            |
| 2016  | Huitième de Finale | 4             | 3             | 0             | 1             | 14            | 7             |
| 2021  | Non qualifiée      | Non qualifiée | Non qualifiée | Non qualifiée | Non qualifiée | Non qualifiée | Non qualifiée |
| 2024  | Non qualifiée      | Non qualifiée | Non qualifiée | Non qualifiée | Non qualifiée | Non qualifiée | Non qualifiée |
| Total | 7/10               | 43            | 27            | 3             | 13            | 153           | 96            |

#### Championnat d'Europe UEFA
| Année | Résultat        | J  | V  | N | D  | BP  | BC |
| ----- | --------------- | -- | -- | - | -- | --- | -- |
| 1996  | 4e Place        | 4  | 1  | 0 | 3  | 10  | 15 |
| 1999  | 3e Place        | 5  | 2  | 2 | 1  | 12  | 9  |
| 2001  | 4e Place        | 5  | 3  | 1 | 1  | 18  | 12 |
| 2003  | Vainqueur       | 5  | 5  | 0 | 0  | 11  | 3  |
| 2005  | 3e Place        | 5  | 4  | 0 | 1  | 21  | 9  |
| 2007  | Finaliste       | 5  | 3  | 1 | 1  | 14  | 4  |
| 2010  | Quart de finale | 3  | 2  | 1 | 0  | 11  | 5  |
| 2012  | 3e Place        | 5  | 3  | 1 | 1  | 11  | 6  |
| 2014  | Vainqueur       | 5  | 4  | 0 | 1  | 18  | 8  |
| 2016  | Quart de finale | 3  | 2  | 0 | 1  | 12  | 5  |
| 2018  | 1er tour        | 2  | 0  | 1 | 1  | 2   | 3  |
| 2022  | 1er tour        | 3  | 0  | 2 | 1  | 6   | 9  |
| Total | 12/12           | 47 | 29 | 7 | 11 | 146 | 87 |